# G. Udayagiri
G. Udayagiri (voluit: Ghumusar Udayagiri) is een stad en “notified area” in het district Kandhamal van de Indiase staat Odisha. 

## Demografie
Volgens de Indiase volkstelling van 2001 wonen er 10.206 mensen in G. Udayagiri, waarvan 49% mannelijk en 51% vrouwelijk is. De plaats heeft een alfabetiseringsgraad van 74%. 